# Chitarra multimanico

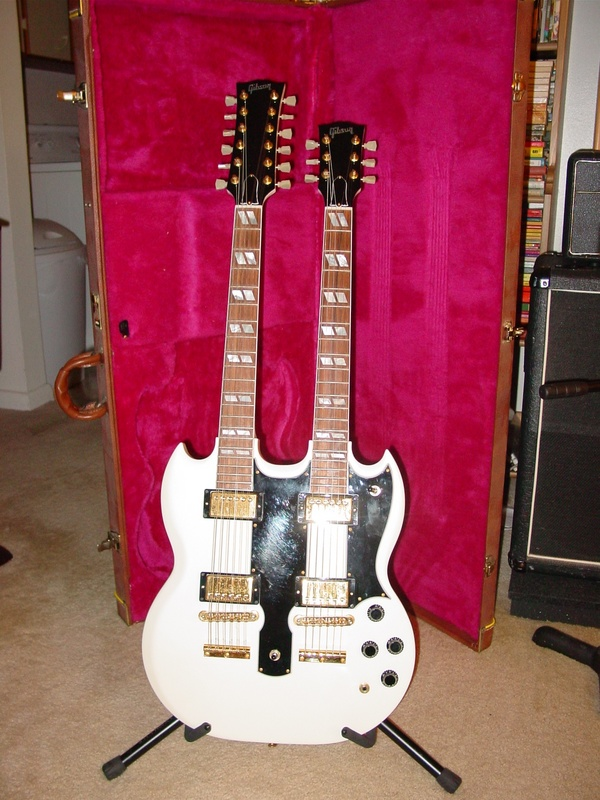
Una chitarra a doppio manico Gibson EDS-1275

Una chitarra multimanico è un particolare tipo di chitarra composta da due o più manici. Viene prodotta sia in versione acustica che elettrica.

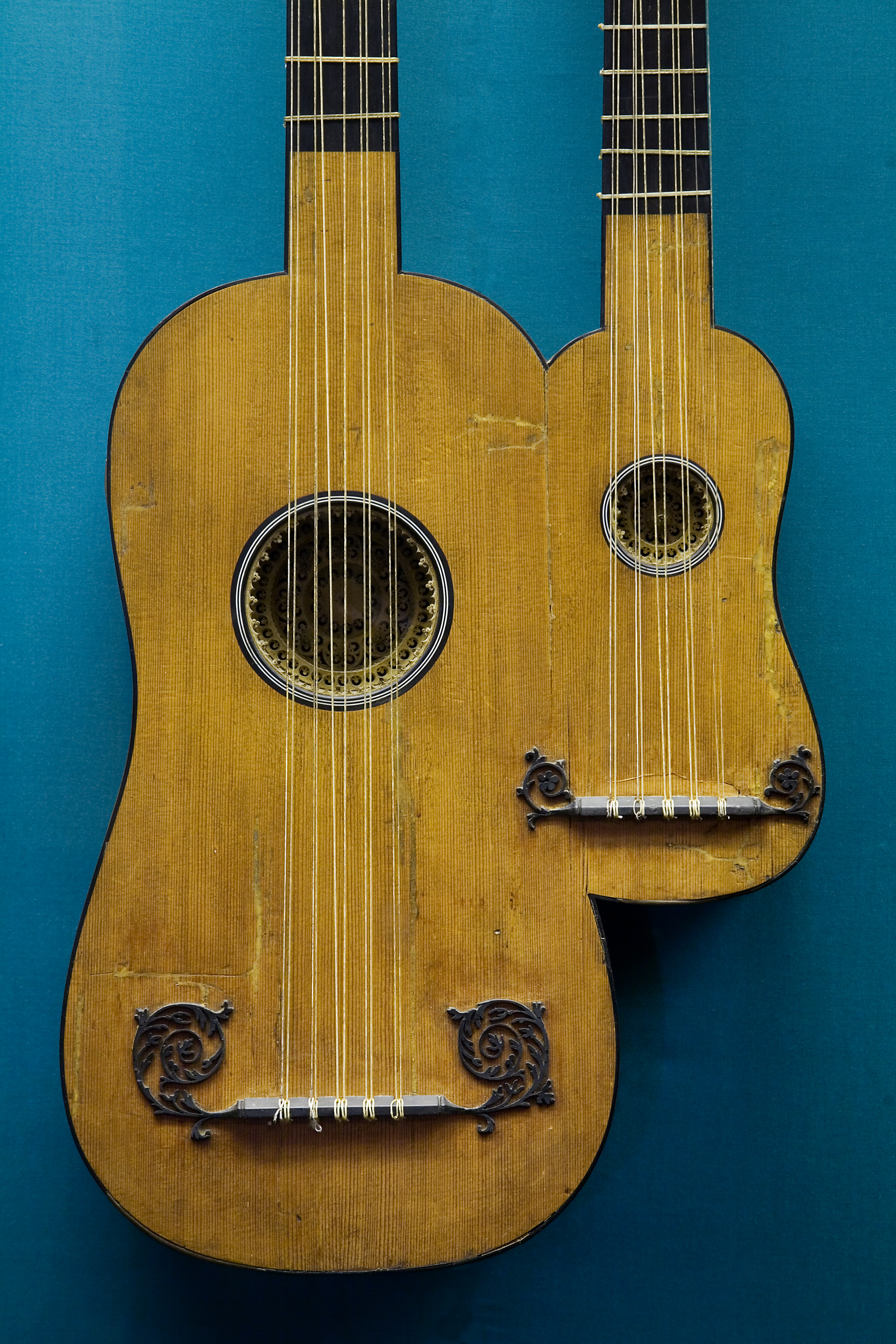
Una chitarra a doppio manico del XVII secolo

Il tipo di multimanico più utilizzato è la chitarra a doppio manico, di cui solitamente la parte superiore costituisce una chitarra elettrica a 12 corde, mentre l'inferiore è formata dalle comuni 6 corde. Esistono anche bassi multimanico, o strumenti ibridi che combinano chitarra e basso.
Anche se lo strumento è più diffuso nell'epoca moderna, i primi modelli di chitarra o liuto multimanico risalgono almeno al Rinascimento.
Questo tipo di chitarra consente al chitarrista di passare rapidamente e facilmente da un suono a un altro senza perdere tempo a cambiare chitarra. Per esempio, nello stesso brano, un chitarrista può suonare l'accompagnamento con il manico a 12 corde e l'assolo con il manico a 6 corde. Può essere utile anche nel caso in cui in uno dei due manici sia necessario inserire un capotasto mobile. Un esempio di questo tipo di utilizzo si può riscontrare in Hotel California degli Eagles, in cui nelle esecuzioni dal vivo il chitarrista Don Felder suona l'arpeggio introduttivo su un manico con il capotasto mobile, mentre suona l'assolo sull'altro manico.

## Musicisti famosi che hanno utilizzato il multimanico

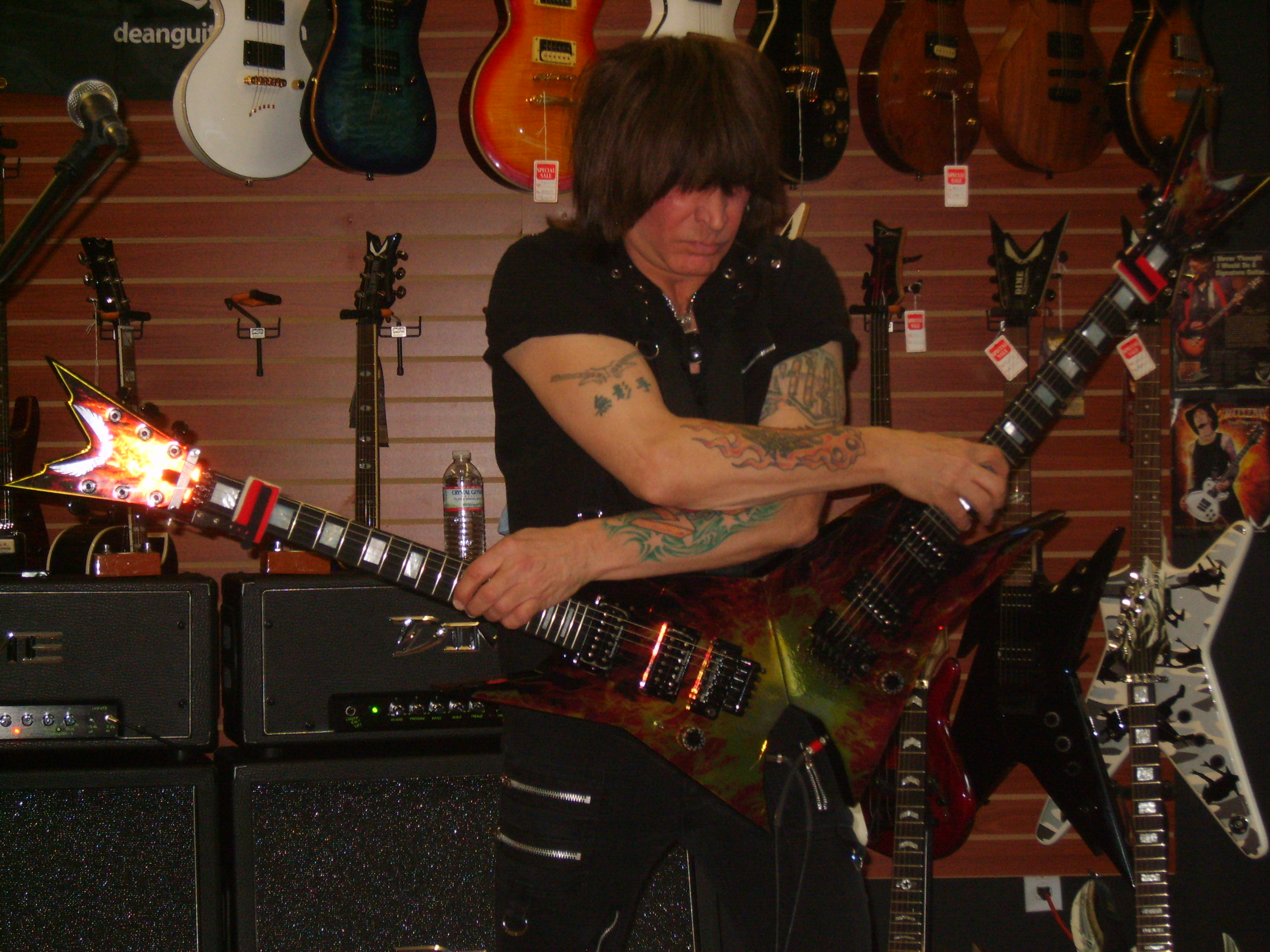
Michael Angelo Batio, uno dei più famosi utilizzatori di chitarra a doppio manico.

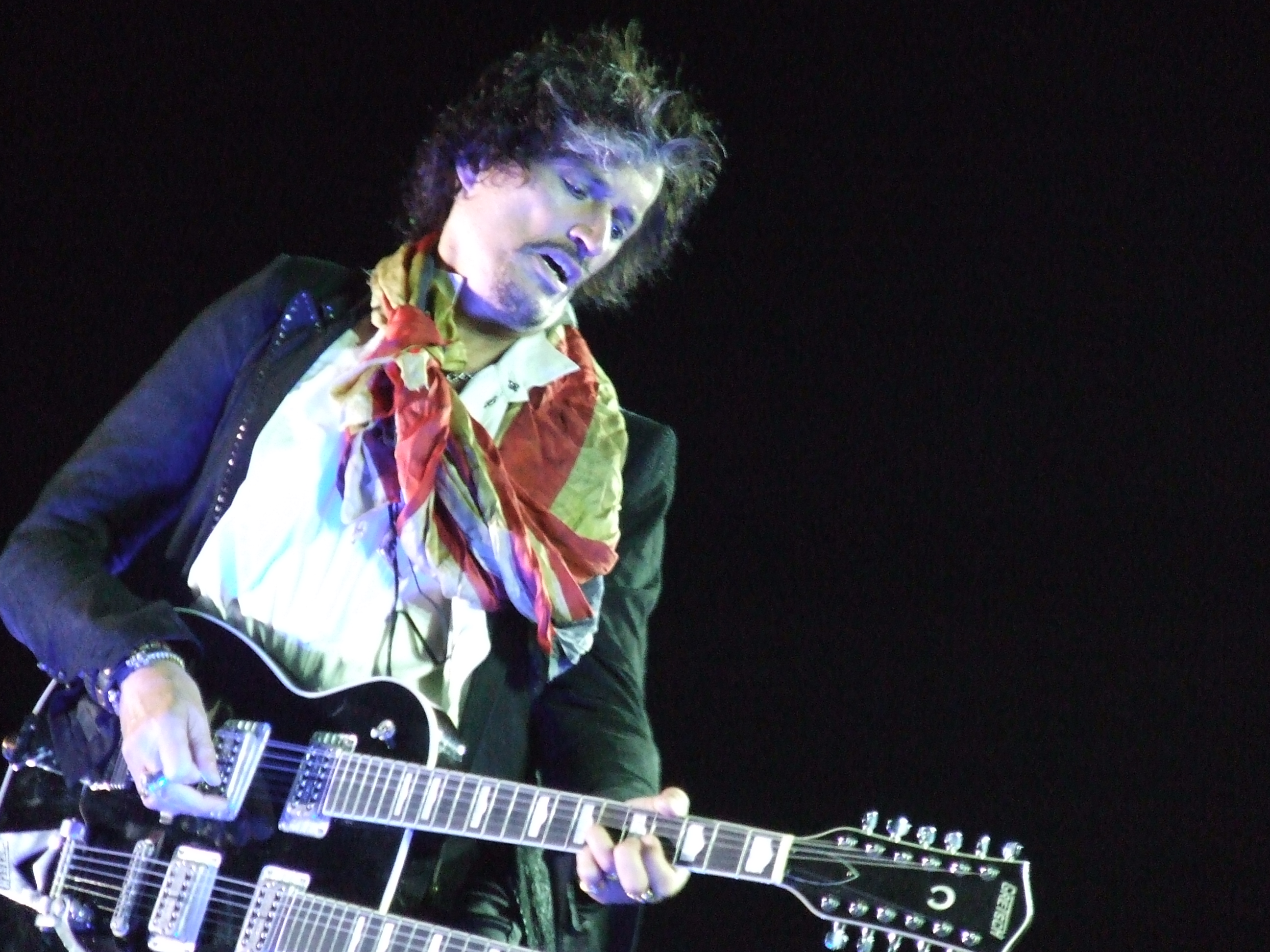
Joe Perry degli Aerosmith suona una Gretsch doppio manico durante un concerto in Cile.

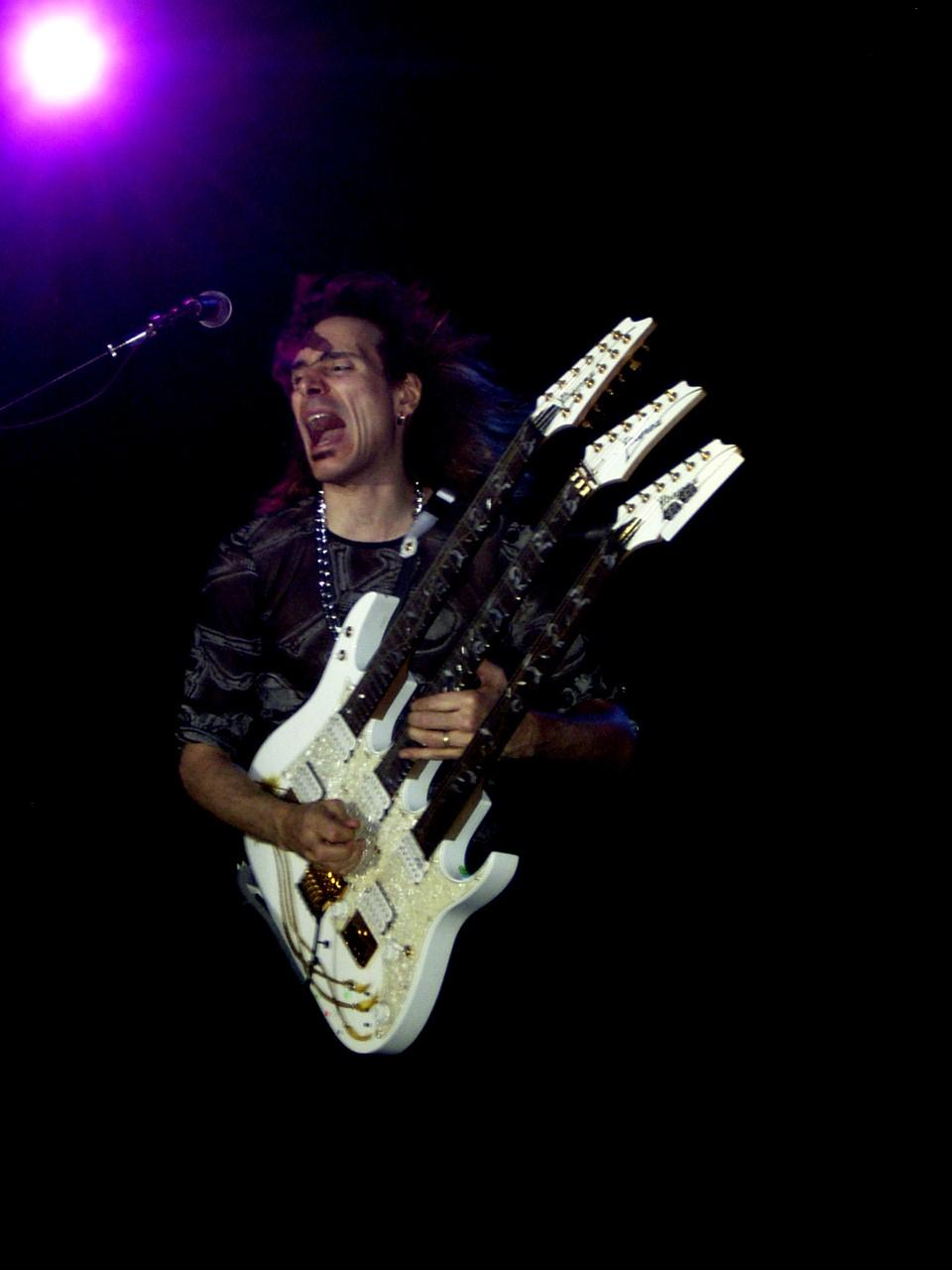
Steve Vai in concerto con una chitarra a triplo manico.

- Balawan of Batuan Ethnic Fusion Trisum Bali Guitar Club
- Jimmy Page dei Led Zeppelin[1][2]
- John Paul Jones dei Led Zeppelin
- Roger Fisher degli Heart
- John "Charlie" Whitney of Family/Streetwalkers
- Joe Perry degli Aerosmith
- Don Felder degli Eagles, specificamente nel brano Hotel California
- Denny Laine dei Wings, soprattutto nell'album live Wings over America
- Rik Emmett dei Triumph
- Alex Lifeson e Geddy Lee dei Rush
- Steve Howe degli Yes[3] e degli Asia
- Chris Squire degli Yes[4]
- Pete Townshend dei The Who[5]
- John Lodge dei Moody Blues[6]
- Michael Angelo Batio dei Nitro
- Matt Bellamy dei Muse
- Andrew Stockdale dei Wolfmother
- Patrick Boutwell dei Brother Kite
- Joe Bonamassa
- Leroy "Sugarfoot" Bonner degli Ohio Players
- Junior Brown
- Jeff Cook degli Alabama[7][8]
- Lita Ford
- Gordon Giltrap[9][10]
- Pier Gonella[11][12]
- Joe Maphis, chitarrista country e personaggio televisivo
- John McLaughlin dei Mahavishnu Orchestra[13][14][15]
- Fred Mascherino dei Terrible Things, formalmente dei Taking Back Sunday
- Bill Bailey, comico britannico

- Dave Mustaine dei Megadeth
- Rick Nielsen dei Cheap Trick
- Tom Petty
- Steve Rothery dei Marillion
- Mike Rutherford dei Genesis[16]
- Richie Sambora deiBon Jovi
- Slash dei Guns N' Roses e dei Velvet Revolver
- Kerry King degli Slayer, specificamente nel brano Spill the Blood tratto dall'album South of Heaven (1988)
- Tom Keifer dei Cinderella[17]
- Claudio Sanchez dei Coheed and Cambria
- Peter Sprague, chitarrista jazz
- Chad Stuart del duo Chad & Jeremy
- Ricky West dei Tremeloes
- Steve Vai[18]
- Billy Sheehan
- Brian "Head" Welch dei Korn
- Bumblefoot dei Guns N' Roses
- John Petrucci dei Dream Theater
- Takeshi, bassista/chitarrista/cantante dei Boris
- Greg Lake degli Emerson, Lake & Palmer
- Gordie Johnson dei Big Sugar
- Kristian Dunn degli El Ten Eleven
- Derek Smalls (interpretato da Harry Shearer), bassista degli Spinal Tap
- Tommy Shaw degli STYX
- Troy Van Leeuwen dei Queens of the Stone Age e degli Sweethead
- John Otway, compositore/cantante britannico
- Marco Hietala, ex-bassista e cantate dei Nightwish (in particolare in The Islander)
- Neil Murray, ex-bassista dei Whitesnake
- Dodi Battaglia, dei Pooh